# Look Sharp!
Look Sharp! je drugi studijski album švedskog sastava Roxette. Singlovi s albuma su "Chances", "The Look", "Dressed for Success", "Listen to Your Heart" i "Dangerous". Album se smatra prekretnicom uspjeha sastava, jer se trećim singlom s albuma ("The Look") sastav počeo značajnije probijati van tržišta Švedske.

## Popis pjesama
Sve pjesme napisao je i uglazbio Per Gessle, osim gdje je drugačije navedeno.
1. "The Look" - 3:57
2. "Dressed for Success" - 4:09
3. "Sleeping Single" - 4:37
4. "Paint" - 3:30
5. "Dance Away" (Marie Fredriksson, Gessle) - 3:25
6. "Cry" (Fredriksson, Gessle) - 5:19
7. "Chances" - 4:57
8. "Dangerous" - 3:48
9. "Half a Woman, Half a Shadow" (Fredriksson, Gessle) - 3:35
10. "View From a Hill" - 3:40
11. "(I Could Never) Give You Up"  - 3:57
12. "Shadow of a Doubt" (Fredriksson, Gessle) - 4:14
13. "Listen to Your Heart" (Gessle, Mats MP Persson) - 5:28